# أنطور أصفر
أنطور أصفر (الاسم العلمي:Anthurium flavidum) هو نوع من النباتات يتبع جنس الأنطور من الفصيلة اللوفية.